# Karácsonyi György
Karácsonyi György (1934 –) labdarúgó, hátvéd.

## Pályafutása
1953 és 1955 között a Vasas labdarúgója volt. Az élvonalban 1953. október 25-én mutatkozott be a Bp. Vörös Lobogó ellen, ahol 1–1-es döntetlen született. Összesen 28 élvonalbeli bajnoki mérkőzésen szerepelt. 1953-ban az ifjúsági UEFA-tornán aranyérmes együttes tagja volt.

## Sikerei, díjai
- Ifjúsági UEFA-torna
  - győztes: 1953
- Magyar bajnokság
  - 3.: 1953
- Magyar labdarúgókupa
  - győztes (1955)